# Ernst Wirth (Politiker)
Ernst Philipp Heinrich Wirth (* 24. Juli 1820 in Ravensburg; † 5. September 1878 in Oberndorf) war Jurist und Mitglied des Deutschen Reichstags.

## Leben
Wirth besuchte bis 1834 in der Lateinschule in Waiblingen und dann bis 1838 das Gymnasium in Stuttgart. Von 1838 bis 1841 studierte er in Tübingen und anschließend bis 1842 in München Rechtswissenschaften. Während seines Studiums wurde er 1839 Mitglied der Burschenschaft Germania Tübingen. Bis 1844 war er mit philosophischen Studien beschäftigt. 1845 absolvierte er die erste Staatsprüfung und war darauf Justizreferendar beim Gerichtshof in Esslingen, danach beim Stadtgericht in Stuttgart. 1846 legte er zweite Staatsprüfung ab und war dann 3 Monate Hilfsrichter beim Oberamtsgericht Neckarsulm und bis Juni 1850 Gerichtsaktuar in Öhringen und bis Januar 1858 in Tuttlingen. Bis Juli 1858 war er Oberamtsgerichts-Verweser in Freudenstadt, von da ab war er Oberamtsrichter in Horb bis 1858 und danach in gleicher Funktion in Oberndorf.
Von 1877 bis 1878 war er Mitglied des Deutschen Reichstags für den Wahlkreis Württemberg 8 (Freudenstadt, Horb, Oberndorf, Sulz) und die Nationalliberale Partei, welche in Württemberg als Deutsche Partei auftrat.